# 高城氏 (薩摩国)
高城（たき / たかじょう）氏は日本の氏族。桓武平氏、鎌倉幕府御家人渋谷氏を祖とし、鎌倉時代中期以降に薩摩国に移住した渋谷一族で、高城郡を本貫地とした。以下の2系統が存在する。
- 渋谷光重の六男落合重定が興した高城（たき）氏 〈落合氏流高城（たき）氏〉
- 渋谷光重の次男早川実重が興した東郷氏の、その庶流による高城（たかじょう）氏 〈東郷氏流高城（たかじょう）氏〉

## 落合氏流高城（たき）氏

### 経歴
祖は桓武平氏、坂東八平氏のひとりに数えられる秩父氏を祖とし、相模国渋谷荘を領し渋谷氏を名乗った一族。
その当主である渋谷重国の長子渋谷光重が渋谷荘を長男の重直に与える一方、次男の早川実重に薩摩国東郷を、三男の吉岡重保に同国祁答院を、四男の大谷重茂（茂諸とも）に同国鶴田を、
五男の曽司定心に同国入来院を、そして六男の落合重定に同国高城郡が与えられた。
彼らは後に与えられた領地を氏として実重が東郷氏を、重保が祁答院氏を、重茂が鶴田氏を、定心が入来院氏を、そして重定が高城（たき）氏を名乗るようになるが、必ずしも初代から名乗り始めたわけではない。
それでも、系図上では彼らをそれぞれの初代に数えている。
宝治2年（1248年）、薩摩国に領地を与えられた者たちが薩摩国へ移住する。しかし、初代の重定は承久3年（1221年）の承久の乱で既に討ち死にしており、高城郡へ移住したのは2代重秀であった。
重秀は大川（現：阿久根市）へ館を築き本拠とした。
弘安9年（1186年）、3代重郷は鎮西談議所の奉行四人のうちの一人に任じられ、談議所廃止の後は引付衆に任じられた。
南北朝時代、九州探題として今川貞世が九州へ下向すると、渋谷一族は幕府方に着く。これにより、それまで従っていた守護島津氏とは必然的に対立することとなる。
4代重藤は、延元元年/建武3年（1336年）の多々良浜の戦いで活躍、足利尊氏より肥前国三根郡西郷の地頭職に補任され、父と同様に引付衆にも任じられた。引付衆には5代重雄も任じられている。
また、重雄は、それまで本拠としていた大川から、高城郡の妹背城に本拠を移した。
やがて島津氏が、総州家と奥州家とに分かれて対立すると、渋谷一族もこの争いに巻き込まれ、東郷氏と祁答院氏、入来院氏、高城氏は総州方に、鶴田氏は奥州方にと分かれた（渋谷一族は必ずしも一枚岩だった訳では無く、
4代の重藤は鶴田氏に祁答院の湯田城を奪われるなどしている）。
奥州家が逼迫すると、応永8年（1401年）に鶴田氏が没落、薩摩の渋谷一族は四氏となった。
しかし、その後に奥州家8代島津久豊が勢力を盛り返すと、重雄は奥州方についた実弟の三郎（坂河重通か？）により高城郡を追われ水引城へと逃れた。
以後、三郎が代わって高城郡を領有していたが、応永29年（1422年）島津立久により妹背城は落とされ、高城氏は本貫地である高城郡を失った。そればかりか、文明17年（1485年）、
11代重頼が薩州家の島津国久に水引城を落とされたため、頭領としての高城氏は滅んでしまった。しかし、重頼は祁答院氏を頼って落ち延びており、高城氏はこれより祁答院氏の家老として存続する。
その祁答院氏が没落し入来院氏を頼ると高城氏もそれに従い、その入来院氏が島津義久に降伏すると、子孫は島津家臣として存続した。

### 歴代
1. 高城重定（当初は落合氏）
2. 高城重秀
3. 高城重郷（鎮西引付衆、従五位下）
4. 高城重藤（鎮西引付衆、肥前国三根郡西郷地頭、別名：重勝）
5. 高城重雄（鎮西引付衆、従五位下、大河氏を号する）
6. 高城義重
7. 高城重豊
8. 高城重令
9. 高城重継
10. 高城重珍（重継の末弟）
11. 高城重頼
12. 高城重政
13. 高城重前
14. 高城重鐘
15. 高城重説（重鐘の子とする一方、高城武蔵守重治の子であるとも[1]）
16. 高城重貞（重説の子とする一方、重説の甥であるとも[1]）
17. 高城重善
18. 高城重相
19. 高城重治

## 東郷氏流高城（たかじょう）氏

### 経歴
落合氏流高城（たき）氏は、応永29年（1422年）、島津氏の内紛にまき込まれ所領を失い、その後文明17年（1485年）の「文明の大合戦」で滅亡した。
そのかつての高城氏所領に渋谷一族の総領東郷氏は、渋谷の地の回復を図り、14代東郷重明は本格的に妹背城を攻略し、高城を併合し手中に収めた。
桓武平氏が祖で、坂東八平氏のひとりに数えられる秩父氏を祖とし、鎌倉幕府御家人でもあり相模国渋谷庄（現在の神奈川県大和市・藤沢市・綾瀬市一帯、及び現在の東京都渋谷区一帯も領する）を領地とした
渋谷氏を祖にいただく東郷氏13代重信の弟重隆が永正元年（1504年）に高城を領有、妹背城を本拠として高城（たかじょう）氏を興し初代となった。
しかし、東郷一族内の抗争で高城氏2代重誠が従兄弟の東郷氏15代重治により高城郡を追われ、入来院氏を頼っている。重誠は優秀な人物として、『稚児ヶ淵伝説』がある。
高城重隆次男の高城重貞は、伯父で嫡男のいなかった入来院重聡の養子となり、入来院庶子惣領家を起こす。重貞は庶流の長男として所領一五町を与えられ、松尾城を居城とした。
その後、重聡が嫡男（重朝）に恵まれたこともあり、高城重貞は兄高城重誠の命により東郷氏流高城（たかじょう）氏を継いだが、享禄4年（1531年）薩州島津との岩田ヶ城攻略の「永溝口の合戦」で主将の高城重貞は討死した。
高城（たかじょう）家の老将武本右京も敵中に討ち入り、斬り死した。現在、薩摩川内市百次町の徳永原の塔婆群の中に、重貞、右京のものと見られる墓石が見つかっている。2人の逆修墓は今も薩摩川内市入来町の「いくさ墓」の中にある。
また、高城重誠の嫡子忠泰は幼少より出家していたが、島津氏第8代当主島津久豊の四男有久が興した羽州家が無嗣断絶となった際に、母がその嫡流である島津忠明の娘であったため、島津義久の命により還俗した上で継いだ。
また忠泰は、文禄・慶長の役の後に島津姓を遠慮し、羽月大島（現・鹿児島県伊佐市）を領していたことから大島氏を名乗る。
薩摩川内市の高来小学校敷地一帯が高城氏の菩提寺の跡地である。その一角に東郷高城氏の石塔群(薩摩川内市指定史跡）がある。この高城氏の菩提寺であった信興寺は、明治2年廃寺となった。
この石塔群は13基あり、うち7基は判読できるが、これらは東郷高城(たかじょう）氏系の墓であって、本来の落合氏流高城（たき）氏系の墓はなぜか発見されていない。
高城（たかじょう）氏の子孫は、現在も鹿児島市に居住している。

### 歴代
1. 高城重隆（13代東郷重信の弟、母は薩州家島津国久の娘。妻は入来院重豊の娘）
2. 高城重誠（妻は羽州家島津忠明の娘）
3. 高城重貞（妻は蒲生氏の娘。入来院重聡の養子となったが、兄の命により高城（たかじょう）の家督を相続）
4. 高城重弼（妻は入来院重聡の三女。重聡の長女は第11代祁答院重貴の妻、次女は第14代東郷重郎の妻、四女は島津氏第15代当主島津貴久の妻）
5. 高城重豊

### 系図
太字は当主。
| 東郷重理 |          |          |          |          |          |           |           |           |           |           |           |           |           |           |           |           |           |  |  |           |           |           |           |           |           |  |  |  |  |  |  |  |  |
|          |          |          |          |          |          |           |           |           |           |           |           |           |           |           |           |           |           |  |  |           |           |           |           |           |           |  |  |  |  |  |  |  |  |
|          |          |          |          |          |          |           |           |           |           |           |           |           |           |           |           |           |           |  |  |           |           |           |           |           |           |  |  |  |  |  |  |  |  |
| 東郷重信 | 東郷重信 | 東郷重信 | 東郷重信 | 東郷重信 | 東郷重信 | 高城重隆1 | 高城重隆1 | 高城重隆1 | 高城重隆1 | 高城重隆1 | 高城重隆1 |           |           |           |           |           |           |  |  |           |           |           |           |           |           |  |  |  |  |  |  |  |  |
| 東郷重信 | 東郷重信 | 東郷重信 | 東郷重信 | 東郷重信 | 東郷重信 | 高城重隆1 | 高城重隆1 | 高城重隆1 | 高城重隆1 | 高城重隆1 | 高城重隆1 |           |           |           |           |           |           |  |  |           |           |           |           |           |           |  |  |  |  |  |  |  |  |
|          |          |          |          |          |          |           |           |           |           |           |           |           |           |           |           |           |           |  |  |           |           |           |           |           |           |  |  |  |  |  |  |  |  |
|          |          |          |          |          |          | 高城重誠2 | 高城重誠2 | 高城重誠2 | 高城重誠2 | 高城重誠2 | 高城重誠2 | 高城重貞3 | 高城重貞3 | 高城重貞3 | 高城重貞3 | 高城重貞3 | 高城重貞3 |  |  |           |           |           |           |           |           |  |  |  |  |  |  |  |  |
|          |          |          |          |          |          | 高城重誠2 | 高城重誠2 | 高城重誠2 | 高城重誠2 | 高城重誠2 | 高城重誠2 | 高城重貞3 | 高城重貞3 | 高城重貞3 | 高城重貞3 | 高城重貞3 | 高城重貞3 |  |  |           |           |           |           |           |           |  |  |  |  |  |  |  |  |
|          |          |          |          |          |          |           |           |           |           |           |           |           |           |           |           |           |           |  |  |           |           |           |           |           |           |  |  |  |  |  |  |  |  |
|          |          |          |          |          |          | 大島忠泰  | 大島忠泰  | 大島忠泰  | 大島忠泰  | 大島忠泰  | 大島忠泰  | 高城重弼4 | 高城重弼4 | 高城重弼4 | 高城重弼4 | 高城重弼4 | 高城重弼4 |  |  | 高城重豊5 | 高城重豊5 | 高城重豊5 | 高城重豊5 | 高城重豊5 | 高城重豊5 |  |  |  |  |  |  |  |  |